# Cirroc Lofton
Cirroc Lofton (Los Angeles, 7 agosto 1978) è un attore statunitense, noto per aver interpretato il personaggio di Jake Sisko, figlio di Benjamin, nell'universo fantascientifico di Star Trek.

## Biografia
Nel 1993 entra a far parte del cast di Star Trek: Deep Space Nine, terza serie televisiva live-action del franchise di fantascienza Star Trek, in cui interpreta il personaggio di Jake Sisko, scrittore e figlio del Capitano della base spaziale Deep Space Nine, Benjamin Sisko (Avery Brooks) e di Jennifer Sisko (Felecia M. Bell). Cirroc Lofton prende parte a 173 dei 176 episodi della serie, fin dal primo episodio pilota, L'emissario (prima parte) (Emissary: Part 1, 1993), all'ultimo, Quel che si lascia (seconda parte) (Quel che si lascia (seconda parte), 1999). Il personaggio, nell'episodio della quinta stagione, Il visitatore (The Visitor), viene inoltre interpretato, da adulto, dall'attore Tony Todd, che, in The Next Generation e Deep Space Nine, interpreta anche il klingon Kurn/Rodek. Sempre per il franchise di Star Trek, Lofton ha inoltre interpretato i personaggi di Sevar, nella webserie fanfiction Star Trek: Of Gods and Men del 2007, e di Jacob,  nel film fanfiction Star Trek: Renegades (2015). Riprende il personaggio di Jake Sisko nella miniserie televisiva fanfiction del 2020, diretta da Craig Alan e Matthew Campbell, Alone Together: A DS9 Companion.
Dal 1999 al 2000 interpreta il ruolo ricorrente del nipote del giocatore di football Kenny Lofton, nella serie televisiva The Hoop Life.

## Filmografia

### Attore

#### Cinema
- Fronterz, regia di Courtney G. Jones (2004)
- I'm Through with White Girls, regia di Jennifer Sharp (2007)
- Ball Don't Lie, regia di Brin Hill (2008)
- Alien Danger! With Raven Van Slender, regia di James Balsamo (2021)
- The Wedding Pact 2: The Baby Pact, regia di Matt Berman (2022)

#### Televisione
- Moesha - serie TV, episodio 2x13 (1996)
- Un genio in famiglia (Smart Guy) - serie TV, episodi 1x02-3x08 (1997-1998)
- Star Trek: Deep Space Nine - serie TV, 173 episodi (1993-1999) - Jake Sisko
- The Hoop Life - serie TV, 22 episodi (1999-2000)
- Soul Food - serie TV, episodi 1x14-2x06 (2001)
- Settimo cielo (7th Heaven) - serie TV, episodio 8x03 (2003)
- Invasion - serie TV, episodi 1x02-1x03 (2005)
- CSI: Miami - serie TV, episodio 5x08 (2006)
- Star Trek: Of Gods and Men - webserie (2007)
- Star Trek: Renegades, regia di Tim Russ - webmovie (2015)
- All American - serie TV, episodio 1x03 (2018)
- The 7th Rule - serie TV, episodi 1x38-1x48 (2019-2020)
- Il tempo della nostra vita (Days of Our Lives) - serie TV, episodi 55x97-55x168 (2020)
- Alone Together: A DS9 Companion, regia di Craig Alan e Matthew Campbell - miniserie TV, episodi 1x02-1x03-1x04 (2020)

### Doppiatore
- The Magic Paintbrush, regia di Tom Tataranowicz - film TV (1993) - Reuben/Anthony

## Doppiatori italiani
- Massimiliano Alto in Star Trek: Deep Space Nine
- Enrico Di Troia in CSI: Miami
- Enrico Chirico in Invasion
- Luca Sandri in Star Trek: Deep Space Nine (home video)